# Mozambico
Il Mozambico (AFI: /modd͡zamˈbiko/), ufficialmente Repubblica del Mozambico (in portoghese República de Moçambique), è uno Stato sovrano dell'Africa orientale. Ha una popolazione pari a 27 909 798 abitanti secondo il censimento del 2017 e una superficie di 801590 km². La capitale è Maputo. Il Mozambico è un'ex-colonia portoghese, indipendente dal 1975.
Confina a nord con la Tanzania, il Malawi e lo Zambia, ad est con il canale del Mozambico (che lo divide dal Madagascar), a sud con il Sudafrica ed ad ovest con lo Zimbabwe e lo eSwatini. Il Mozambico è un Paese in via di sviluppo e circa la metà della popolazione vive in povertà estrema.

## Storia
I primi abitanti del Mozambico furono probabilmente i San (boscimani), soppiantati fra il I ed il IV secolo da popolazioni bantu provenienti da nord. Gli arabi fondarono sulle coste e sulle isole del Mozambico diversi sultanati, convertendo gran parte della popolazione locale all'Islam. I portoghesi giunsero sulle coste del Mozambico alla fine del XV secolo, e nel secolo successivo costruirono numerosi insediamenti come basi di scalo e rifornimento per le navi sulla rotta delle Indie orientali.
Il Portogallo mantenne un controllo piuttosto blando sul territorio, la cui amministrazione fu in gran parte affidata a privati di diverse nazionalità. Dopo la prima guerra mondiale, con la sconfitta degli Imperi centrali, il Portogallo ottenne dall'Africa Orientale Tedesca il Triangolo di Kionga, che venne annesso alla colonia dell'Africa Orientale Portoghese, ossia il Mozambico. Dopo la seconda guerra mondiale, nel periodo della decolonizzazione, i gruppi indipendentisti del Mozambico si coalizzarono nel movimento armato FreLiMo (Fronte di Liberazione del Mozambico); dopo dieci anni di guerriglia con il potere coloniale, in seguito al cambiamento di regime avvenuto in Portogallo con la Rivoluzione dei garofani il paese ottenne l'indipendenza nel 1975.
Sotto la presidenza di Samora Machel, leader del FreLiMo, le piantagioni furono nazionalizzate e vennero costruite scuole e ospedali per i contadini. Convinto internazionalista, Machel sostenne le forze rivoluzionarie che operavano in Rhodesia (odierno Zimbabwe) e Sudafrica. I governi di questi Paesi risposero sostenendo un movimento di ribelli mozambicani chiamato RENAMO, che causò gravi danni al Paese distruggendo scuole, ospedali, linee ferroviarie e centrali idroelettriche. L'economia del Mozambico, messa a dura prova dai conflitti interni, divenne sempre più dipendente dal sostegno dell'Unione Sovietica. Nonostante questa situazione di crisi, Machel non perse il favore della popolazione, anche a causa delle atrocità commesse sovente dai guerriglieri della RENAMO ai danni della popolazione civile.

### Storia recente
Nel 1990 incominciano a Roma le trattative di pace con la mediazione della Comunità di Sant'Egidio e del governo italiano. Nel 1992 FreLiMo e ReNaMo firmarono gli accordi di pace di Roma, definendo congiuntamente una nuova costituzione di stampo multi-partitico. Nelle elezioni libere tenute negli anni successivi, il FreLiMo si confermò sempre il primo partito del Mozambico.
Passata l'epoca della guerra fredda, tuttavia, il FreLiMo ha ribaltato completamente la propria linea politica in senso decisamente liberale. In politica estera ha intessuto solide alleanze con Stati Uniti, Regno Unito e Portogallo. Nel 1995 il paese ha spontaneamente deciso di entrare nel Commonwealth. Il Mozambico è il primo Paese non facente parte dell'Impero britannico che accede a questa organizzazione.
Nelle elezioni del 1994 Joaquim Chissano, al potere dal 1986, fu confermato presidente con il 53% dei voti. Per l'assemblea costituente il FreLiMo conquistò 129 deputati, la RENAMO 112, e 9 rappresentanti di tre partiti minori riuniti nell'Unione Democratica. Dalla sua formazione, l'assemblea è riuscita a guadagnare maggiore indipendenza dall'esecutivo, raggiungendo nel 1999 il 53% della produzione legislativa. Nel 1996 il Mozambico ha contribuito a fondare a Lisbona la Comunità dei Paesi di lingua portoghese: gli scambi economici e culturali hanno ricevuto un notevole impulso grazie a questa iniziativa.
Dopo il ritiro del presidente Chissano, avvenuto nel 2005, il nuovo presidente Armando Emilio Guebuza ha proseguito la politica del predecessore, opponendosi tra l'altro in modo netto alla politica razzistica del vicino Zimbabwe di Mugabe. I profughi bianchi fuggiti dallo Zimbabwe sono infatti stati per la maggior parte accolti in Mozambico. Guebuza ha concesso loro non solo la cittadinanza mozambicana, ma anche le tenute agricole da tempo abbandonate che sono situate nel sud del Paese.
Gli agricoltori bianchi rhodesiani sono diventati così cittadini mozambicani, mettendo a disposizione della loro nuova patria la propria esperienza professionale in campo agricolo e creando buone prospettive per una ripresa dell'economia rurale, che tuttora risente degli effetti della guerra civile. Alla fine del 2009 il presidente Armando Emilio Guebuza è stato rieletto con il 76,5% di consenso, superando due partiti di opposizione. A partire dal 2015, il presidente eletto è Filipe Nyusi, membro della FreLiMo e originario della regione settentrionale di Cabo Delgado.

## Geografia

### Morfologia

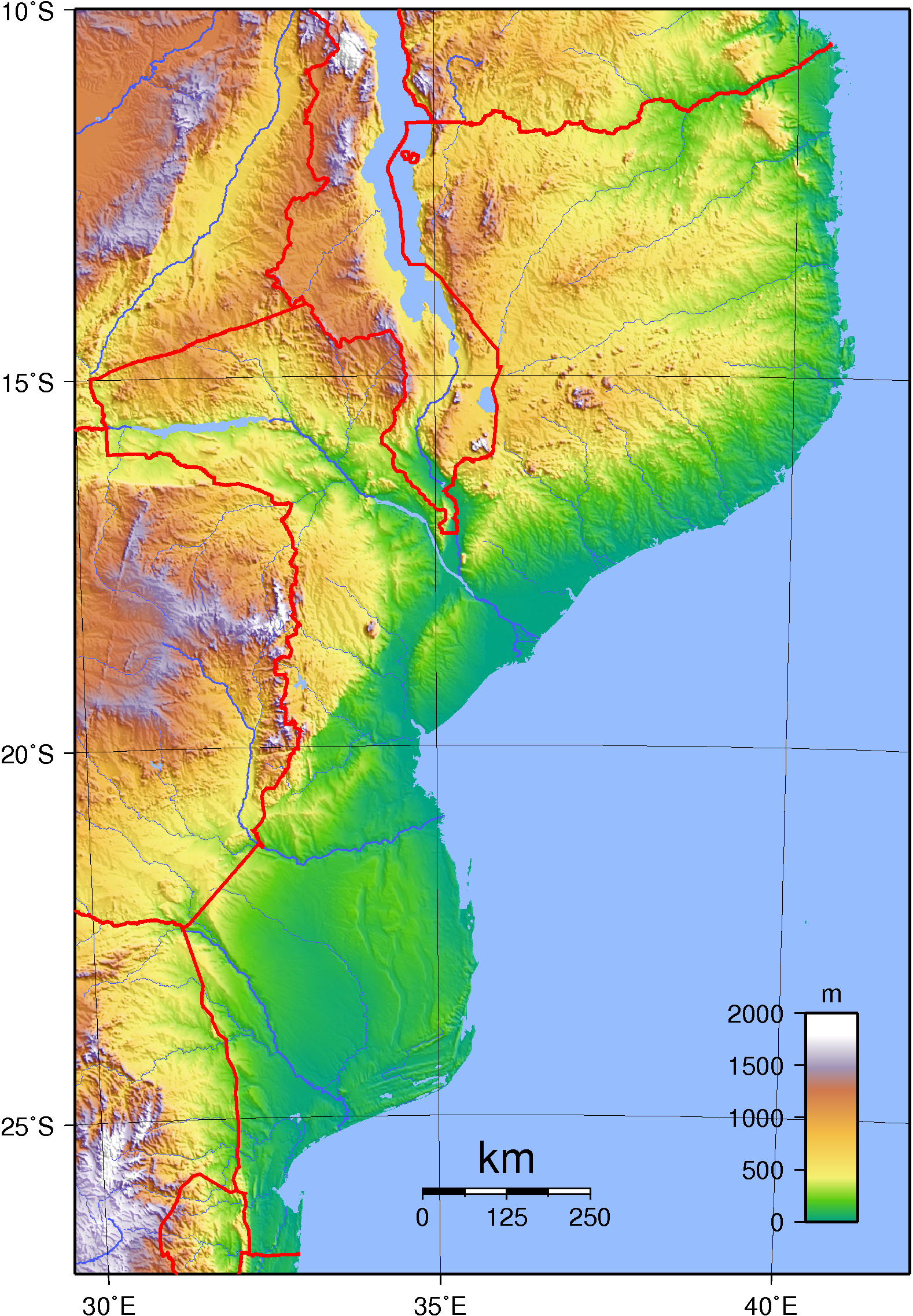
Topografia del Mozambico

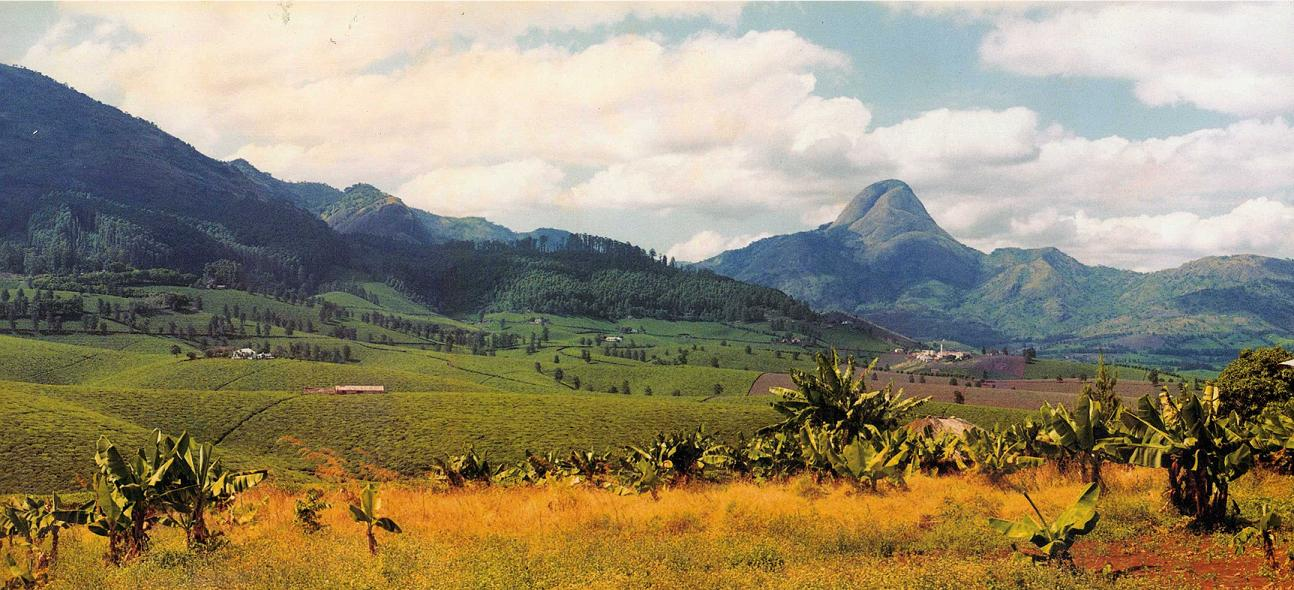
Paesaggio nel nord del paese nel 2000.

Il Paese è diviso in due macro aree morfologicamente distinte: a nord la regione degli altopiani, alti in media 600 m, tagliati longitudinalmente dalla Rift Valley dove si innalzano massicci isolati come il Monte Namuli (2419 m s.l.m.). La parte centrale e meridionale del paese è in maggioranza pianeggiante e solcata da numerosi fiumi, tra cui lo Zambesi. La costa, estesa per oltre 2400 km, è in gran parte costituita da pianure alluvionali che in alcuni punti volgono a palude procedendo verso l'interno.

### Idrografia
Nella parte settentrionale del Paese, al confine con il Malawi, si trova il lago Niassa che confluisce nel fiume Shire, un affluente dello Zambesi. I fiumi del Mozambico hanno un andamento da occidente, dove si trovano gli altopiani, ad oriente, verso l'Oceano Indiano ed il canale del Mozambico. Il più lungo è lo Zambesi che scorre al centro del Paese, il Limpopo, non distante dal confine con il Sudafrica, il Rovuma che invece corre lungo il confine con la Tanzania ed il Save.

### Clima
Data la scarsità di precipitazioni, le condizioni climatiche del territorio sono legate all'influenza di tre fattori: la calda corrente del Mozambico che attenua le escursioni della temperatura ed i contrasti termici tra oceano e terre emerse; l'altimetria, che sui rilievi determina invece una certa continentalità del clima; infine l'azione decisiva degli alisei di sud-est e del monsone estivo che con l'umidità che apportano sono la principale causa delle precipitazioni. Il clima del Mozambico pertanto è di tipo tropicale. Le maggiori temperature si hanno in gennaio, quando la media registrata va dai 27 °C della costa ai 21 °C delle zone interne più alte. La stagione che registra le minori precipitazioni va da aprile ad ottobre.

## Popolazione

### Demografia

Andamento della popolazione del Mozambico dal 1950 al 2020

Il territorio del Mozambico fu occupato dall'uomo in epoche relativamente tarde sia a causa del clima insalubre che spinse le comunità umane sugli altopiani interni, sia per il disordine idrologico che nei tempi passati interessò le basse pianure costiere.
La popolazione del Mozambico ha superato nel 2007 i 20 milioni di abitanti, attestandosi intorno ai 21 milioni, e nel 2012 è arrivata a contare 25,2 milioni. Secondo l'ultimo censimento, realizzato nel 2017, il Mozambico conta 27 909 798 abitanti. Nel 2005 oltre il 60% di questi vivevano nelle zone rurali, mentre il restante 40% si era ormai urbanizzato, il  tasso di crescita della popolazione si attestava intorno all'1,8% annuo, mentre la speranza di vita media era di 41 anni tra la popolazione maschile e di 40 anni tra quella femminile.
Nel 2007 il tasso di analfabetismo riguardava il 55,6% della popolazione. La densità demografica si concentra a Maputo, Matola e Beira.

### Etnie
- Neri: costituiscono il 99,5% della popolazione (macua 26%, tsonga 17%, lomwe 10%, sena 8%, chewa 5%, chopi 4%, e altri)[7]; per la maggior parte appartengono a etnie dei bantu meridionali, che sostituirono in epoche remote popolazioni di boscimani. Alcuni tratti somatici arabi si fanno risalire ai frequenti contatti commerciali con mercanti che frequentarono l'area prima della conquista europea.
- Bianchi: 0,2% (perlopiù portoghesi, in crescita con l'afflusso di migranti da Portogallo, Zimbabwe, Sudafrica e Brasile);
- Mulatti: 0,2%;
- Indiani: 0,1%

### Religione
Dati censimento 2007: 
- Cristiani (cattolici e protestanti): 56,1%
- Musulmani: 17,9%
- Non religiosi: 18%
- Animisti: 1,2%

### Lingue
Il portoghese è la lingua ufficiale del Mozambico, secondo l'articolo 10 della Costituzione del 2004. Secondo il censimento del 1997, esso era la lingua materna di oltre il 6% della popolazione, percentuale che saliva al 25% a Maputo e sempre nell'ambito di tale censimento il 40% degli abitanti dichiarava di saper parlare il portoghese (a Maputo l'87%). Secondo il censimento del 2017 il portoghese rappresenta la lingua materna del 16,6% dei mozambicani (percentuale che sale al 38,3% nelle zone urbane) ed è parlato complessivamente dal 47,3% della popolazione.
L'articolo 9 della Costituzione afferma: «Lo Stato valorizza le lingue nazionali come patrimonio culturale ed educativo e promuove il loro sviluppo ed utilizzo crescente come lingue veicolari della nostra identità».
In Mozambico sono state identificate diverse lingue nazionali, tutte della famiglia bantu, tra le quali: tsonga, Chope, BiTonga, XiSena, XiShona, Ndaho, CiNyungwe, EChuwabo, eMacua, EKoti, ELomwe, CiNyanja, CiYao, XiMaconde e KiMwani. Nel Paese si trova anche una comunità asiatica che parla l'urdu ed il gujarati.

## Ordinamento dello Stato

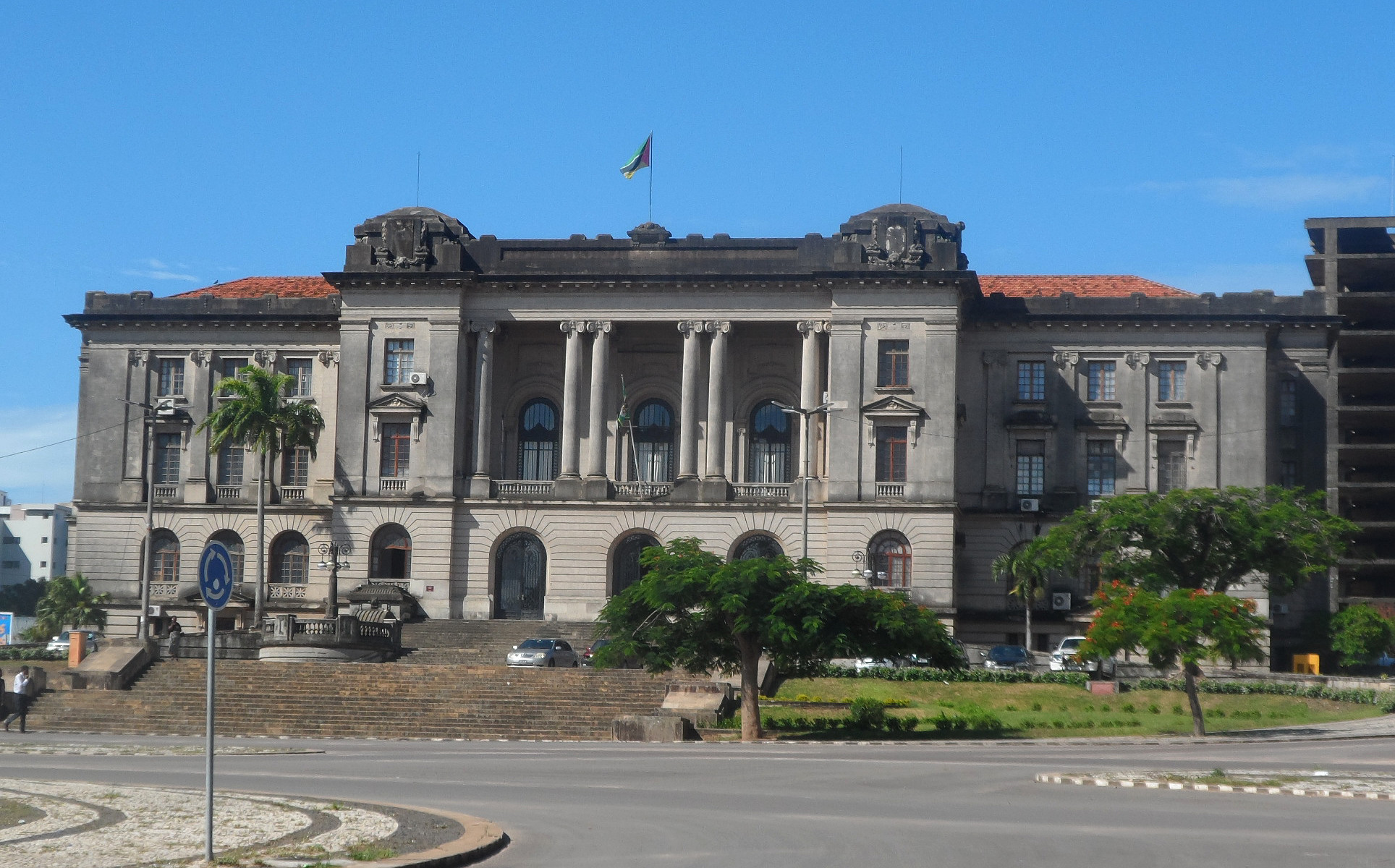
Sede del consiglio comunale di Maputo

Il Mozambico è una democrazia pluripartitica dall'emanazione della nuova costituzione del 1990, che ha sostituito quella del 1975 che prevedeva l'esistenza di un unico partito, il FRELIMO. 
L'attuale Costituzione del Mozambico è del 21 dicembre 2004. L'esecutivo consta di presidente, primo ministro e consiglio dei ministri. Dal 1994 esiste un'Assemblea della Repubblica, composta di 250 deputati. Il suffragio è universale dai 18 anni di età. Il potere giudiziario è articolato in una Corte Suprema e tribunali provinciali, distrettuali e municipali.
Lo Stato rimane comunque organizzato secondo un modello presidenziale ed a stretto contatto con l’establishment di partito - ereditato dalla struttura autoritaria sortita dalla guerra civile. Ciononostante, grandi passi sono stati fatti per ammodernare decisamente la struttura politica del Paese, non solo con l'introduzione della nuova legge fondamentale, ma soprattutto con la modifica dei codici giuridici, che, cancellando il vecchio substrato marxista, ha introdotto il principio inviolabile della proprietà privata, anche circa le tenute agricole.

### Suddivisione amministrativa
Il Mozambico è suddiviso amministrativamente in 10 province (provincias), cui si aggiunge la capitale Maputo, che gode dello status speciale di città-provincia. Le province sono a loro volta suddivise in 128 distretti.

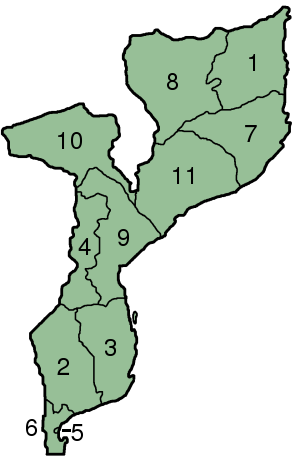
Mappa del Mozambico con le province in evidenza

1. Cabo Delgado
2. Gaza
3. Inhambane
4. Manica
5. Maputo (città)
6. Maputo (provincia)
7. Nampula
8. Niassa
9. Sofala
10. Tete
11. Zambezia

### Città principali
La città più popolosa del Paese è la capitale Maputo, nell'estremo sud del Mozambico, nella quale vivono circa 1,4 milioni di abitanti.
Beira, che si affaccia nel canale del Mozambico nell'Oceano Indiano, è il capoluogo della provincia di Sofala e conta 400 000 abitanti (nel 1997). La città è collegata mediante un oleodotto di oltre 300 km a Mutare (Zimbabwe) ed è sede di industrie alimentari, tessili (cotone ed iuta), del tabacco e del legno. Il suo porto serve anche come sbocco marittimo di gran parte del commercio estero di Zimbabwe e Malawi.
Nampula nella parte settentrionale del paese, capoluogo della provincia omonima conta circa 230 000 abitanti (1999) ed è un importante nodo ferroviario per l'interno del Paese. Quelimane (110 000 abitanti) capoluogo della provincia della Zambézia, importante porto sull'estuario del fiume Bom Sinais è servita anche da un aeroporto. Nel 1498 vi sbarcò Vasco da Gama e nei secoli XVIII e XIX fu un notevole mercato degli schiavi. Chimoio (circa 100 000 abitanti), capoluogo della provincia di Manica, un tempo chiamata Vila Pery, è un importante centro agricolo (cereali, tabacco e cotone) e dell'allevamento.
Tete (102 000 abitanti nel 1997) è il capoluogo della provincia omonima ed è situata sulla riva destra del fiume Zambesi. Grosso centro minerario (carbone, uranio, amianto e oro), è servita da un aeroporto. Xai Xai (108 000 abitanti) è il capoluogo della provincia di Gaza e si trova a circa 130 km dalla capitale Maputo presso la foce del fiume Limpopo. La città, un tempo chiamata João Belo, è un importante mercato agricolo (zucchero e sisal) con sviluppate industrie di trasformazione e possiede un aeroporto nazionale.

### Università
La più antica e grande università del Mozambico è l'Università Eduardo Mondlane, fondata il 21 agosto 1962 e intitolata al padre del Mozambico indipendente Eduardo Mondlane.

## Politica
Sin dall’indipendenza del paese nel 1975, finora tutti i politici succedutisi hanno fatto parte sempre allo stesso partito, il Fronte di Liberazione del Mozambico - Frente de Libertação de Moçambique (FRELIMO).
Le buone performance economiche e la crescita del Paese hanno fatto sì che il presidente confermasse la maggior parte dei ministri, dando continuità all'azione del suo governo. L'economia negli ultimi anni, trainata da investimenti stranieri e da una crescita dell'imprenditoria locale, ha segnato una media del 7,5%. Ottime le relazioni con i Paesi dell'area SADC (14 paesi con una popolazione di 250 milioni di abitanti).
I problemi principali del Paese sono per la maggior parte quelli enunciati dalla Conferenza Internazionale sulla ricostruzione tenutasi a Roma nel 2001. Nella conferenza vennero messi come problemi prioritari quelli inerenti alla riabilitazione del settore rurale e ambientale. Altri problemi gravi tuttavia sono quelli relativi al sistema sanitario, alla diffusione dell'HIV (con un tasso di prevalenza tra gli adulti del 12,2%, secondo stime del 2003) e della malaria. La riabilitazione della parte del Paese colpita dall'alluvione del 2000 sta proseguendo con l'intervento di molti programmi d'aiuto stranieri.

## Economia
Il Global Peace Index 2010 pone il Mozambico nella 47ª posizione su 143 Stati, nella 3ª posizione rispetto al continente africano, a sole sei posizioni dall'Italia. La stabilità politica, la bassissima criminalità, ed in primis, il sistema economico liberista e aperto al mercato hanno permesso un ambiente favorevole, soprattutto per gli investimenti stranieri.
Negli ultimi anni importanti investimenti si sono concentrati sulle risorse minerarie (carbone e pietre preziose), su esplorazione di gas naturale e petrolio (recentemente annunciata dal ministro delle risorse minerarie la scoperta di un giacimento al nord del Paese), sull'agricoltura (biomasse) e sui trasporti. Importante la presenza di imprese italiane nel settore delle costruzioni, nel settore agricolo (biomasse) e nei servizi.
Nella graduatoria dell'Indice di sviluppo umano per il 2011, il Mozambico occupa la 184ª posizione su un totale di 187 paesi. Nonostante l'alto tasso di povertà ed i numerosi problemi, il Paese è indicato da molti come un esempio di buona applicazione delle politiche di sviluppo e di collaborazione con gli istituti internazionali (Fondo Monetario Internazionale e Banca Mondiale). Il tasso di crescita dell'economia resta alto (intorno all'8%), almeno se rapportato con quello di altri paesi confinanti, e le prospettive di sviluppo meno fosche rispetto al resto dell'Africa subsahariana.
L'economia del paese dal punto di vista occupazionale si basa essenzialmente sull'agricoltura, che occupa circa l'83% della forza lavoro del paese, anche se contribuisce per meno di un quarto al prodotto interno lordo (PIL) del Mozambico. Dal canto suo l'industria, che occupa solo l'8% della forza lavoro, produce circa il 30% del PIL del paese.

### Agricoltura e sicurezza alimentare
L'agricoltura è la più importante attività economica e fornisce i mezzi di sussistenza alla maggioranza della popolazione. Nel 2009, il settore ha contribuito per il 20% al valore totale delle esportazioni. I principali prodotti esportati sono: pesce, gamberi, legname, copra, anacardio, agrumi, noci di cocco, tè, cotone e tabacco.
Le colture alimentari interessano circa l'80% della superficie coltivata (2009). Mais e manioca sono i principali prodotti, seguiti da sorgo, miglio, riso, fagioli, arachidi e patate dolci. Le colture commerciali più importanti sono tabacco, cotone, sesamo, canna da zucchero, tè, cocco e anacardio.
Il potenziale agricolo è alto, nonostante le frequenti siccità e inondazioni. Vi è inoltre abbondanza di risorse marine, che non sono pienamente sfruttate. La varietà dei suoli e le condizioni climatiche diverse, influenzate dalla latitudine, dalle variazioni di altitudine, dalla topografia e dalla vicinanza alla costa, offrono una vasta gamma di opportunità di produzione e le risorse idriche sono relativamente abbondanti. Tuttavia, il Paese è altamente indebitato e si stima che il 64% della popolazione sia in condizioni di insicurezza alimentare.
Il Mozambico è importatore netto di prodotti alimentari: annualmente, si importano in media 0,89 milioni di tonnellate di cereali (0,14 di mais, 0,39 di riso e 0,36 di grano). Il Paese importa anche notevoli quantità di prodotti a base di carne.

### Industria
L'industria è poco sviluppata anche a causa della guerra civile. Si tratta per lo più di industria di trasformazione dei prodotti alimentari, fonderie e acciaierie, raffinerie e industrie tessili.

### Risorse estrattive
Il paese presenta diverse fonti minerali, tra cui le miniere di carbone. Oltre il carbone le maggiori attività estrattive sono quelle del sale, della bauxite e dei diamanti.

### Trasporti
Il Mozambico dispone di una rete stradale di 64808 km; di queste strade però, solo 5378 km sono asfaltate. Alle strade si aggiungono 4787 km di linee ferroviarie; la particolarità di queste è che si sviluppano attraverso cinque principali direttrici, dall'interno verso i porti sull'oceano, che non sono tra di loro comunicanti.

### Turismo
Il Mozambico non appartiene alle mete turistiche tradizionali africane in quanto pure avendo grosse potenzialità di sviluppo del settore le stesse sono ostacolate dalla carenza di adeguate infrastrutture. Oggi sta suscitando un interesse crescente soprattutto presso gli operatori legati all'ecoturismo, a causa della natura incontaminata di molte aree dell'entroterra e dei gruppi di isole nell'Oceano Indiano, come gli arcipelaghi di Bazaruto e di Quirimbas. Le strutture turistiche sono in generale piuttosto scarse e, nelle aree più selvagge, piuttosto esclusive. Per chi è appassionato il Mozambico è un vero paradiso della pesca.

## Ambiente

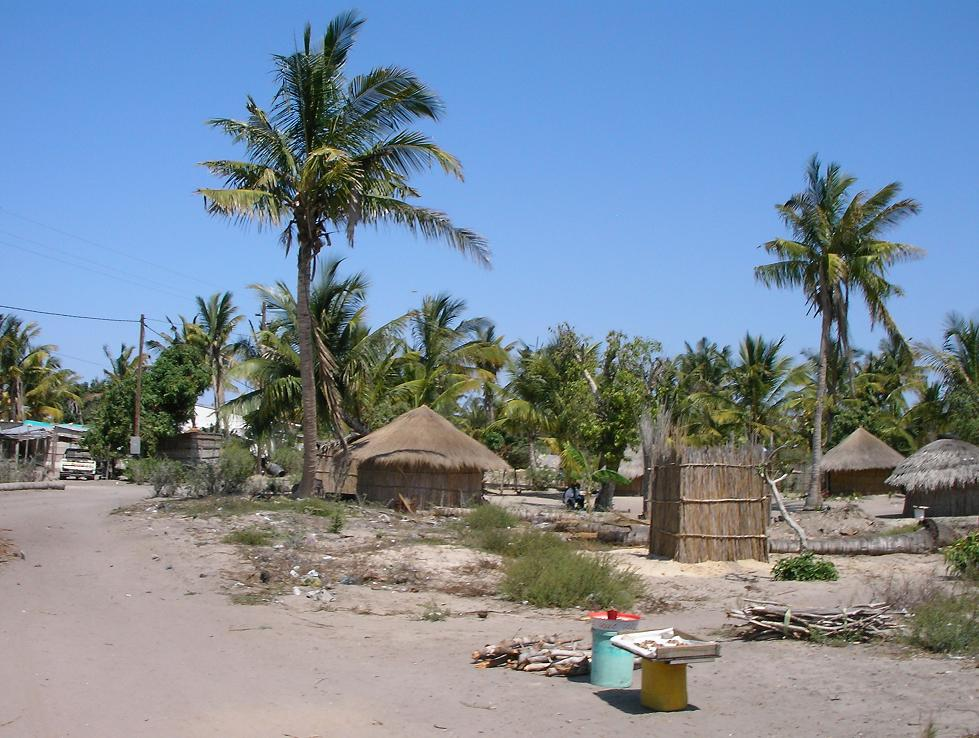
Villaggio rurale tipico

### Flora

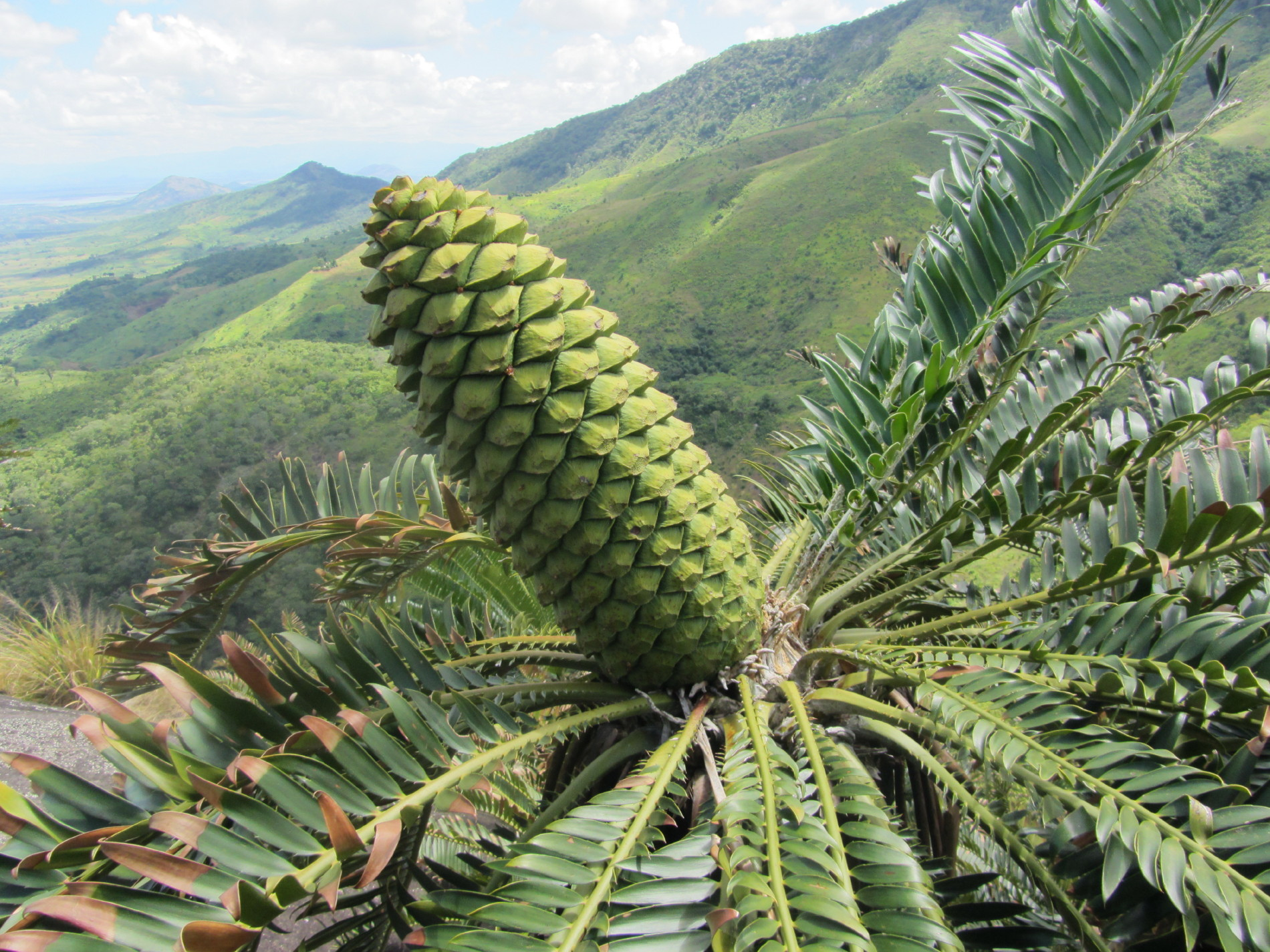
Encephalartos manikensis

La regione litoranea è in molte zone abbondantemente ricoperta di vegetazione dalle caratteristiche chiaramente tropicali, specie in corrispondenza degli sbocchi dei maggiori corsi d'acqua nell'Oceano Indiano. Non mancano però, principalmente nella parte meridionale, lunghi tratti sabbiosi privi di vegetazione. Largamente diffusa sulla costa settentrionale la formazione a mangrovie. Nelle pianure dell'interno, le savane si alternano con zone a boscaglia più o meno rigogliosa e fitta e con territori stepposi.
Questi ultimi si estendono specialmente nella zona meridionale. La foresta tropicale è scarsamente rappresentata nel Mozambico settentrionale e non raggiunge mai sviluppi eccessivi. Si trova di frequente nelle regioni montuose, ma anche qui non assume grandi proporzioni. Foreste assai fitte si creano invece lungo i fiumi. La pianta erbacea caratteristica e largamente diffusa è l'erba elefante (Pennisetum purpureum), una graminacea di grandi dimensioni, che cresce rigogliosa durante la stagione delle piogge è usata come foraggio; quando si dissecca è raccolta dagli indigeni che la usano soprattutto come combustibile.
Tra le piante arboree sono assai frequenti: il baobab, specialmente nelle steppe più aride, il mogano, l'ebano, il bambù, il tamarindo, varie e numerose specie di acacie. Nel suo complesso però la flora del Mozambico rientra, per le caratteristiche generali, nel gran quadro della flora che si estende su tutta la regione costiera dell'Africa orientale tropicale.

### Fauna
La fauna è particolarmente ricca, tanto da attirare numerosi cacciatori. Esistono però grandi parchi nazionali, tra i quali primeggia quello di Gorongosa, che si estende nella parte centrale del Mozambico, ai piedi del monte omonimo. I primati sono rappresentati da vari cercopitecidi e alcuni galagoni, tra i quali notevole è il Galago crassicaudatus. Tra i carnivori sono presenti il leone, il leopardo, lo sciacallo, il licaone ed il protele.
Abbondanti sono gli ungulati: elefanti, rinoceronti, zebre, bufali, antilopi di varie specie, lo gnu striato (Connochætes gnu), la giraffa meridionale, che tocca in questa regione il suo limite meridionale di estensione, vari iraci, l'ippopotamo e il facocero. L'avifauna rientra in quella dell'Africa meridionale.

## Cultura

### Musica

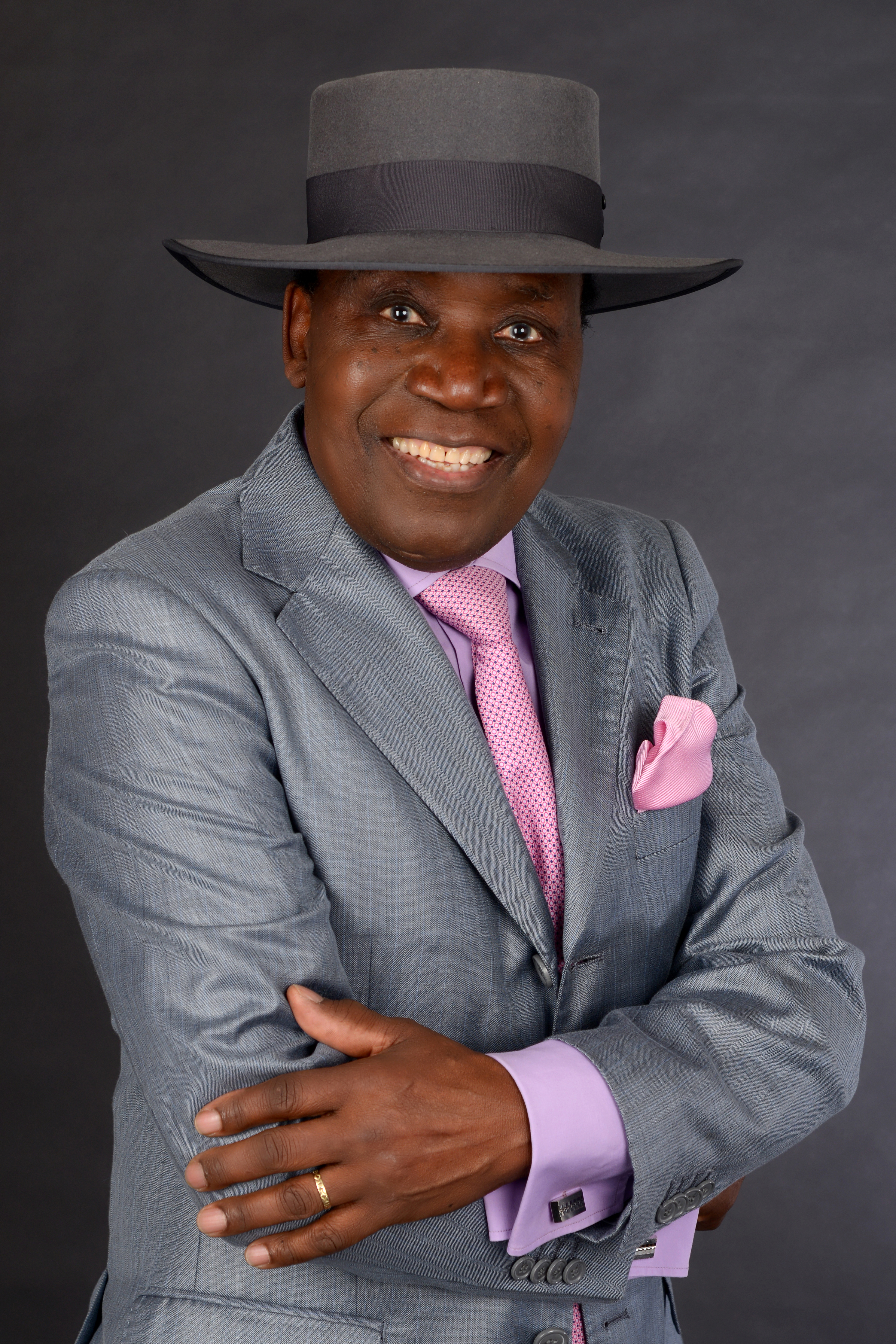
Afric Simone, nel 2016

La musica del Mozambico è una delle più importanti manifestazioni della cultura di questo Paese. La musica tradizionale ha caratteristiche bantu accanto a influenze arabe riscontrate principalmente nella zona nord ed, in quanto tale, è normalmente suonata come musica di accompagnamento delle cerimonie sociali, principalmente come una forma di danza.
La musica commerciale affonda le proprie radici nella musica tradizionale, ma si discosta da questa a causa dell'utilizzo di ritmi e tecnologie importate da culture differenti. Un tipo di musica commerciale molto conosciuto è la marrabenta, originaria del sud del Paese che non si limita ad essere una musica ballabile ma, frequentemente, è caratterizzata da testi con contenuto di grande attualità sociale. Il cantautore statunitense Bob Dylan ha dedicato un brano al Mozambico. Il brano, intitolato appunto Mozambique, è contenuto nell'album Desire.
Da ricordare inoltre il cantante Afric Simone, noto in particolare per la canzone Ramaya (1975).

### Cinema
Riguardo all'aspetto cinematografico, tra i premiati possiamo ricordare il cortometraggio I Love You (2007) del regista mozambicano Rogério Manjate.

### Letteratura
La letteratura mozambicana si fa da sempre portavoce di alcune tematiche importanti quali la rivendicazione culturale, il patriottismo e la protesta sociale. Letteratura e nazionalismo sono strettamente legati per dar voce a una nuova consapevolezza nazionale. Uno degli scrittori più importanti del Paese, conosciuto anche al di fuori dei confini nazionali, è Mia Couto. Nato da una famiglia portoghese, grazie alla sua produzione letteraria ha saputo ben rappresentare il riscatto della sua terra permettendo ai lettori di conoscere numerosi aspetti del Mozambico.
Paulina Chiziane è la prima donna mozambicana ad aver pubblicato un libro come autrice (1990), e, tra gli altri scrittori, Mia Couto che ha avuto diversi riconoscimenti internazionali.

### Patrimoni dell'umanità
Nel contesto culturale, l'Isola di Mozambico è il primo sito mozambicano iscritto,nel 1991, nella Lista dei patrimoni dell'umanità dell'UNESCO.

### Cucina
La cucina mozambicana è fortemente influenzata dalla cultura culinaria portoghese, ma anche dalla cucina indiana e da quella del resto dell'Africa. La carne ed i frutti di mare sono alimenti molto consumati nel Paese e spesso vengono accompagnati da riso, patate fritte o verdure. Alcuni piatti tipici sono lo nshima, il delele e il matapa.

## Sport

### Calcio

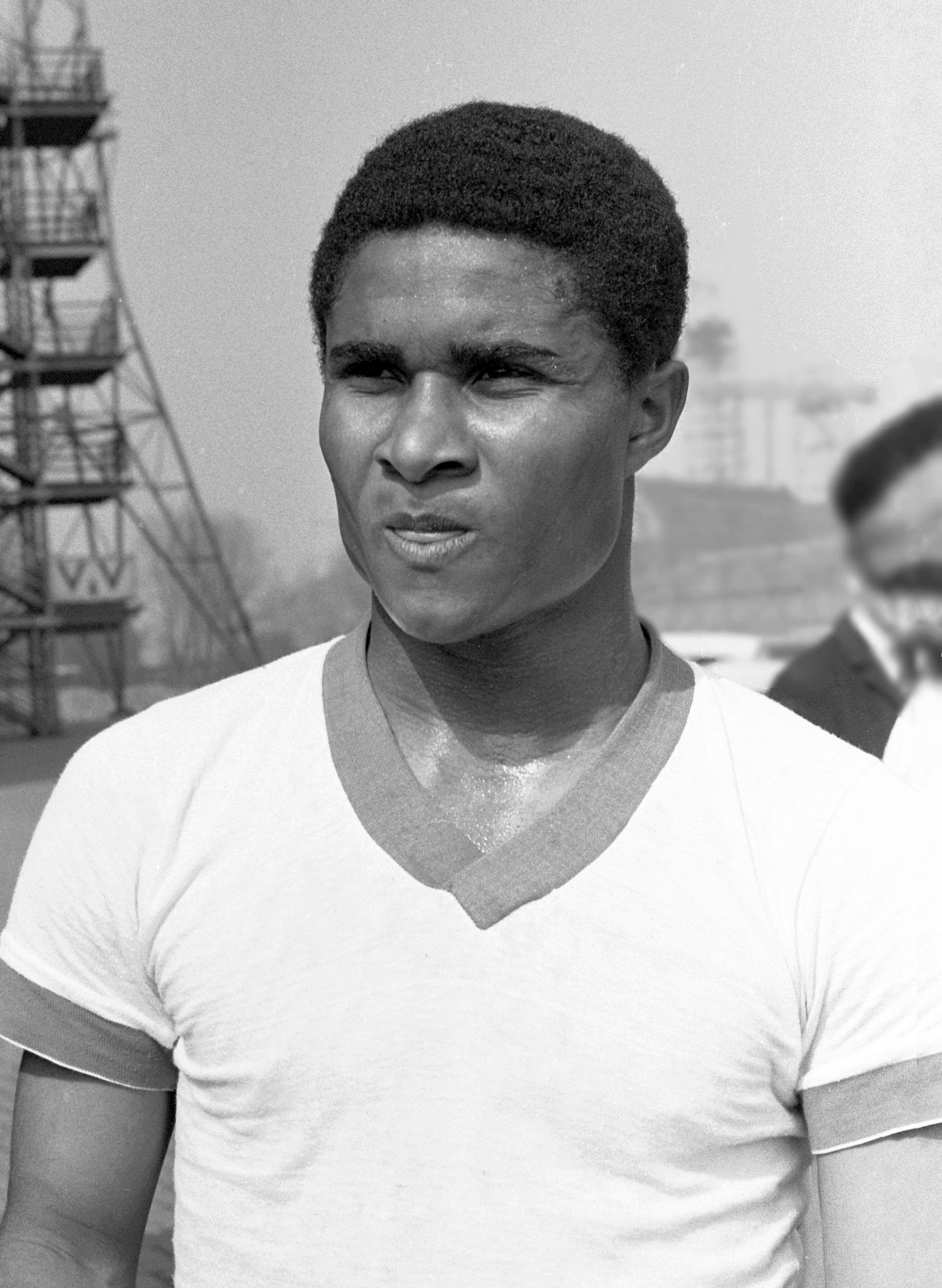
Eusébio, calciatore nato in Mozambico divenuto celebre in Portogallo

Lo sport più seguito è il calcio. La Nazionale di calcio del Mozambico è riuscita a qualificarsi a varie fasi finali della Coppa d'Africa. Eusébio, ricordato come uno dei migliori attaccanti della storia del calcio, nacque a Lourenço Marques da padre angolano e madre mozambicana. Tuttavia, dato che entrambi i Paesi d'origine dei genitori erano allora colonie portoghesi, Eusébio ha rappresentato a livello internazionale il Portogallo.
Come Eusébio, anche i due ex calciatori, ora allenatori, Paulo Fonseca ed Abel Xavier sono nati in Mozambico per poi rappresentare il Portogallo a livello internazionale. Tra i calciatori mozambicani ricordiamo anche Tico-Tico, attuale capocannoniere della Nazionale mozambicana con 27 reti.

### Nuoto
Nel 2011 ai Giochi panafricani organizzati nella città di Maputo, l'italo-mozambicana Miriam Corsini ha conquistato la prima medaglia in assoluto per il nuoto mozambicano, arrivando seconda nei 50 rana con il tempo di 33,74 s.

### Atletica leggera
Una disciplina sportiva dove il Mozambico ha ottenuto importanti risultati è l'atletica leggera con la mezzofondista Maria Mutola, per ben tre volte campionessa mondiale.

### Giochi olimpici
Il primo oro olimpico per il Mozambico venne proprio dall'atletica leggera, 800 metri donne, con Maria Mutola, ai Giochi olimpici di Sydney 2000.
E fu proprio Maria Mutola a vincere la prima medaglia olimpica per il Mozambico: medaglia di bronzo negli 800 metri, ad Atlanta 1996.

## Tradizioni

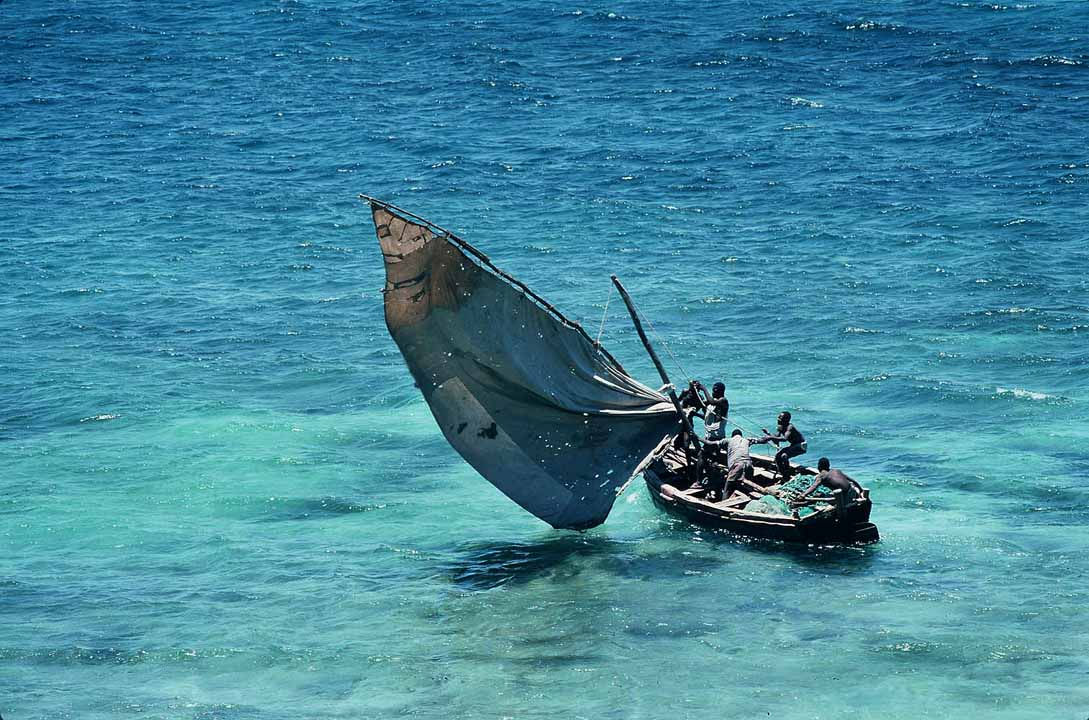
Barca tradizionale

Le tradizioni presentano una base tipicamente bantu, fusasi nel corso dei secoli con i costumi portoghesi.

## Ricorrenza nazionale
- 25 giugno: Dia da Independência Nacional: Giorno dell'indipendenza dal Portogallo, nel 1975

### Altre ricorrenze nazionali
- 3 febbraio: Dia dos heróis moçambicanos: in onore alla data di morte di Eduardo Mondlane, padre del Mozambico indipendente